# スノーボードバッジテスト
スノーボードバッジテストとは日本スノーボード協会（英: Japan SnowBoarding Association、JSBA）の、スノーボード滑走の技術認定テスト。
受験者は級別に規定の滑りをし、基準に基づいた滑りができているかを公認検定員が判定する。JSBAの公認・認定スクールで行われている。バッジテスト開催日に行われる「スキルチェック式」（1〜5級）と、レッスン中に行われる「レッスンチェック式」（3〜5級）がある。
2〜5級どの級からでも受けられるが、2級以上はJSBAの会員である必要がある。また、1級は2級合格者でないと受験できない。

## 1級
- ベーシックカーブ ロング
- ベーシックカーブ ショート
- フリーライディング

## 2級
- ベーシックカーブ ロング
- カービングターン ショート
- フリーライディング

## 3級
- ショートターン
- カービングターン ロング

## 4級
- ロングターン
- ミドルターン

## 5級
- ノーズドロップから停止
- 連続ターン

## その他
- 1級を取得すると、C級インストラクターの受験が可能となる。
- 現在は認定証のみだが、以前は認定証に加え、名前通りにバッジが発行された。1級がゴールドメッキにブラックエナメル、2級がゴールドメッキにホワイトエナメル、それ以下はシルバーメッキになり、3級がレッドエナメル、4級がグリーンエナメル、5級がイエローエナメルであった。
- 日本（恐らく世界）で最初のスノーボードの技術認定テスト。
- 日本でスノーボードレベルのテストを行っているのはJSBAのほかに主に3団体あり、全日本スキー連盟（SAJ）、日本職業スキー教師協会（SIA）。以前はJSBA、SAJ、SIAのテスト内容は共通していたが、現在はそれぞれ独自のテストを行っている。